# Nothrus longipilus
Nothrus longipilus är en kvalsterart som först beskrevs av Berlese 1910.  Nothrus longipilus ingår i släktet Nothrus och familjen Nothridae. Inga underarter finns listade i Catalogue of Life.